# Hoikkasaari (ö i Norra Österbotten, Koillismaa, lat 65,43, long 27,87)
Hoikkasaari är en ö i Finland. Den ligger i Ijo älv och i kommunen Taivalkoski i den ekonomiska regionen  Koillismaa ekonomiska region  och landskapet Norra Österbotten, i den centrala delen av landet, 600 km norr om huvudstaden Helsingfors. Öns area är 0,5 hektar och dess största längd är 200 meter i sydväst-nordöstlig riktning.